# FC Malamuk
FC Malamuk är en grönländsk fotbollsklubb från Uummannaq.
De deltar i det grönländska fotbollsmästerskapet, som avgörs årligen. Klubben vann mästerskapet för första och hittills (2023) enda gången år 2004.

## Historia
Klubbens grundandeår anges ofta vara 1979, men Malamuk var en av initiativtagarna till grundandet av Grönlands idrottsförbund, GIF, 1953. De deltog med namnet Malamuk Umanak i GIF-mästerskapet (föregångaren till dagens Coca Cola GM) 1959/1960.
Malamuk har länge dominerat de regionala kvalturneringar i norra Grönland som är en kvalificeringsturnering till det nationella slutspelet, men har skördat få framgångar nationellt.